# クレム・ヒル
クレメント・ヒル（Clement Hill 1877年3月18日 - 1945年9月5日）は、オーストラリアのクリケット選手。
1896年から1912年の間に49のテストマッチをした。引退時点で平均1イニングあたり39.21でテストクリケットの世界記録となった3412の走行していた。1902年には1000のテストランをした最初の打者となった。この記録は45年間破られなかった。w:South Australian Cricket Associationは2005年に彼をw:Australian Cricket Hall of Fameとした。